# Ầ
Ầ (minuscule : ầ), appelé A accent circonflexe accent grave, est une lettre latine utilisée dans l’écriture du vietnamien.
Il s’agit de la lettre A diacritée d’un accent circonflexe et d’un accent grave.

## Utilisation
En vietnamien, le A circonflexe ‹ Â, â › représente la voyelle /ə/ et l’accent grave indique un ton bas trainant.

## Représentations informatiques
Le A accent circonflexe accent grave peut être représenté avec les caractères Unicode suivants : 
- précomposé (latin étendu additionnel)[1] :

| formes    | représentations | chaînes de caractères | points de code | descriptions                                                 |
| --------- | --------------- | --------------------- | -------------- | ------------------------------------------------------------ |
| capitale  | Ầ               | Ầ                     | U+1EA6         | lettre majuscule latine a accent circonflexe et accent grave |
| minuscule | ầ               | ầ                     | U+1EA7         | lettre minuscule latine a accent circonflexe et accent grave |

- décomposé et normalisé NFD (latin de base, diacritiques) :

| formes    | représentations | chaînes de caractères | points de code       | descriptions                                                                      |
| --------- | --------------- | --------------------- | -------------------- | --------------------------------------------------------------------------------- |
| capitale  | Ầ               | A◌̂◌̀                   | U+0041 U+0302 U+0300 | lettre majuscule latine a diacritique accent circonflexe diacritique accent grave |
| minuscule | ầ               | a◌̂◌̀                   | U+0061 U+0302 U+0300 | lettre minuscule latine a diacritique accent circonflexe diacritique accent grave |

Il peut aussi être représenté dans des anciens codages
- VISCII :
  - capitale Ầ : 85
  - minuscule ầ : A5